# サン＝レオナール＝ド＝ノブラ
サン＝レオナール＝ド＝ノブラ （Saint-Léonard-de-Noblat、オック語:Sent Liunard）は、フランス、ヌーヴェル＝アキテーヌ地域圏、オート＝ヴィエンヌ県のコミューン。

## 地理

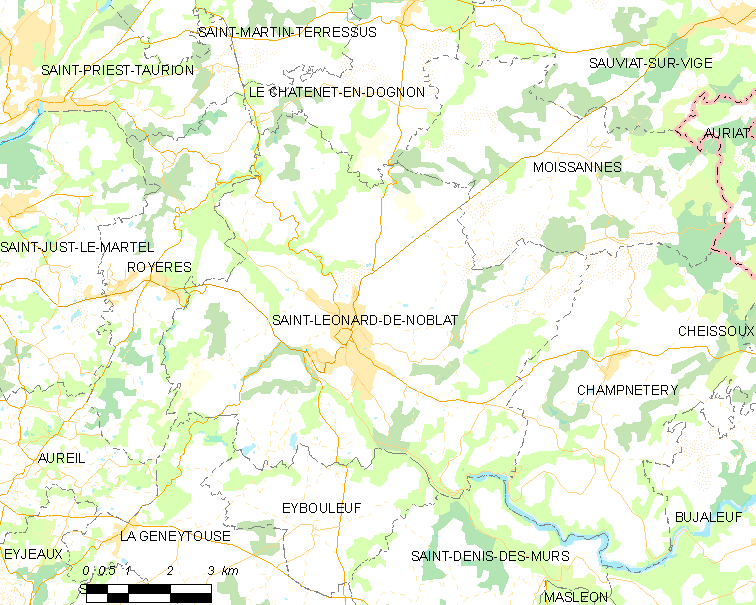
サン＝レオナール＝ド＝ノブラの位置

人口において県第11位であるサン＝レオナール＝ド＝ノブラは、リモージュの東20km、ヴィエンヌ川北岸に位置する。コミューンは、囚人と妊婦の守護聖人である隠者レオナールの名にちなんでいる。町は中世に隠者レオナールの墓の周囲で生まれた。サン＝レオナールのコミューンは（面積5559ヘクタール）は、主に片麻岩質の高原で構成され、ヴィエンヌ川右岸を見下ろしている。東端と西端の両側に花崗岩の塊が現れる。この地形は、ヴィエンヌ川とその支流タール川またはガラマシュ川に大きく刻まれ、300mから400m続く丘や谷となって伸びている。景観は、森林（1029ヘクタール）、牧草地と畑（主にマイスを栽培）が調和している。気候は海洋性気候が漸次的に変化したもので、すでに山岳性気候の色合いがある。比較的冬は厳しく（1月の平均気温は3℃）、非常に雨が多い（年間降水量約1000ミリ）。
サン＝レオナールの町は、リモージュとオービュソンを経由してクレルモン＝フェランに接続する国道941号線沿いに位置している。コミューンの北ではシャトネ＝アン＝ドニョン、ローリエールと接続するD19号線と、サン・プリエスト・トリオンおよびアンバザックと接続するD39号線とつながっている。南へ向かうと、D65号線がエイジューとル・ヴィガンに、D7B号線がエブルフとサン・ジェルマン・レ・ベルに、そしてD39号線がサン・ドニ・デ・ミュールとつながる。東に向かうと、D13号線がエムティエとペラ＝ル＝シャトーに、D109号線はモワサンヌとサン・ジュニアン・ラ・ブルジェールを接続している。

## 由来
フランス革命時代、コミューンはレオナール・シュル・ヴィエンヌ、その後タルヌ・ヴィエンヌと改名させられていた。

## 歴史

巡礼路の地図。リム―ザン道の途上にサン＝レオナールはある

ローマによるガリア征服より前、ブールジュとボルドーを結ぶ重要なルートがヴィエンヌ川を渡って今日のノブラに至った。そこは浅瀬だった。数キロ上流には（現在のサン・ドニ・デ・ミュールとの境界付近）には、レモヴィセス族（fr）の要塞跡であるヴィルジュベールのガリア時代のオッピドゥムがあった。ノブラ（高貴な人々を意味するnobiliacumに由来する）は小さな村として生まれた。おそらく木造の橋が、元からある浅瀬を補強した。最初の城は1000年頃に、ヴィエンヌ川が曲がりくねる場所を見下ろすところに建設された。シェヌ・ド・クローヴィスという美しい場所には、塚と溝が残っている。その後まもなく、ポヴァンという名の森の中で、現在の町は聖域を中心として発展したため、サンティアゴ・デ・コンポステーラの巡礼路の1つである『リム―ザンの道』の重要な宿場となった。町の領主となったリモージュ司教は、参事会教会の近くに、1100年頃城を建設した。

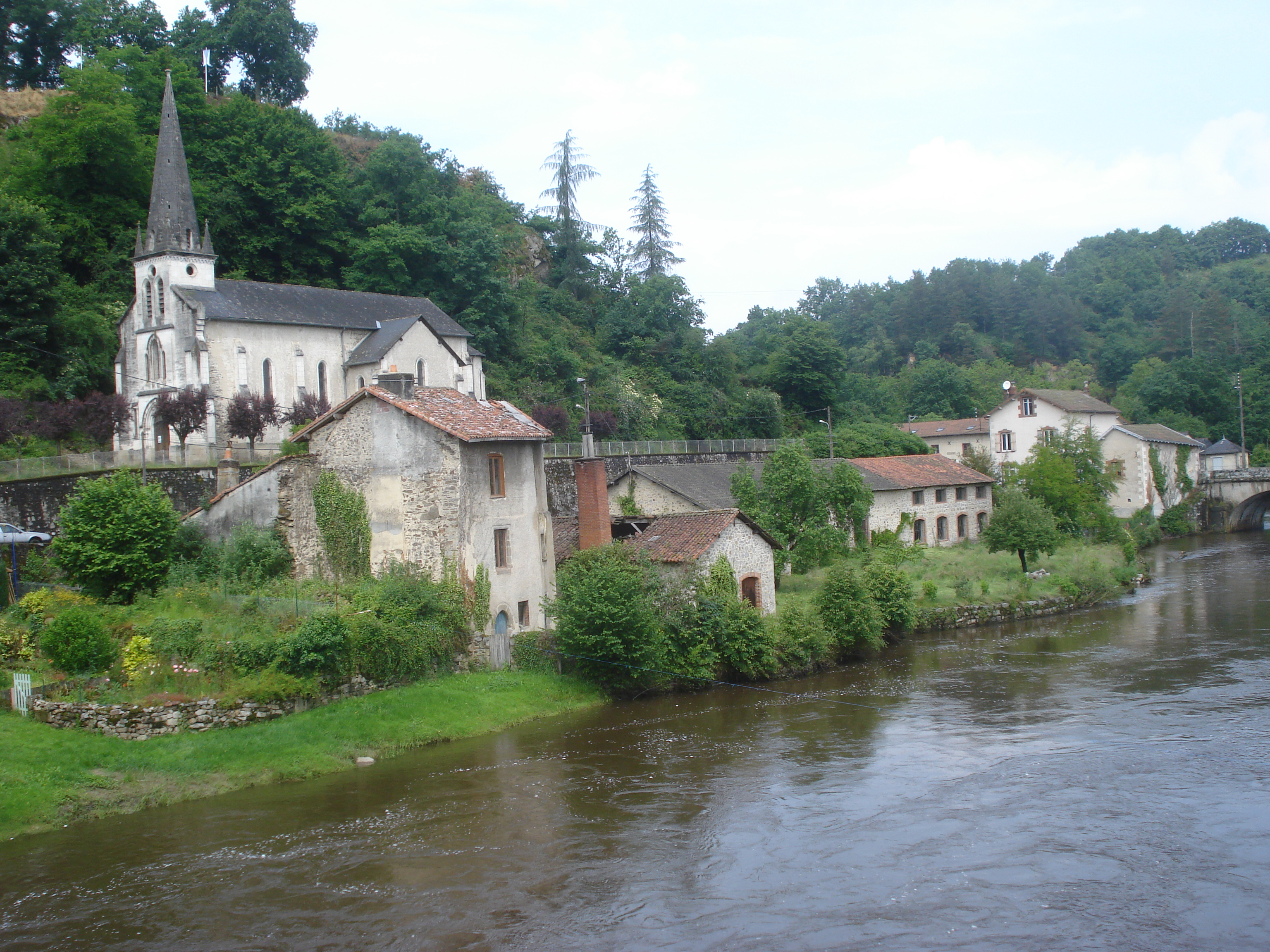
ヴィエンヌ川からシェヌ・ド・クローヴィスふもとの教会を眺める

レオナールは、言い伝えと11世紀に書かれたその生涯についての架空の物語によると、5世紀終わりにクローヴィス王宮廷の官吏の家庭に生まれた。彼はフランク族の王の洗礼の代父であり、ランス大司教であるサン・レミが彼の聴罪師だった。早くから、彼には囚人のもとを訪れて解放する特権が与えられていた。以後彼の名声はさらに高くなり、高い地位を提供されたがそれを拒否して、キリストの弟子となるため宮廷を去ることにした。彼はオルレアネーのミシーへ行き、そこで弟子のリファールとマクシマンとしばらく過ごした。それから南下し、彼はリモージュと聖マルシアルの墓から遠くない、ポヴァンの森の中、ヴィエンヌ川を見下ろす高台に、自らの庵をおいた。アキテーヌ王の滞在中（この王とはクローヴィスの子ティエリーかもしれない）、王はこの地で狩りをし、妊娠後期であった王妃は難産でお腹の子を生むことができないでいた。聖レオナールは神にとりなしをしたので、母親は無事に出産し、子どもの命を救うことができた。感謝のしるしに王はたくさんの贈り物をしたが彼は拒否した。彼は、自分の飼うロバが24時間以内に境界を引いた森林の領域だけを受け取った。彼はそこに聖母と聖レミを讃える礼拝堂を建てた。少しずつ多くの人々が彼のもとを訪れるようになった。囚人たちや、彼のとりなしで出産したい妊婦が、彼のもとを訪れ避難所とした。聖レオナールは11月6日に帰天し、自らが建てた礼拝堂内に埋葬された。彼は囚人の釈放や女性の不妊に対して加護を祈った。
聖レオナール崇敬はキリスト教社会全体に急速に広まった。彼の墓は信仰篤い人々が集まる巡礼地となった。多くの有名な人々が隠者の墓の前で祈るようになった。
- アンティオキア公ボエモン2世（1106年）
- リチャード獅子心王（1197年頃）
- シャルル7世とドーファンのルイ（のちのルイ11世）（1438年）
- エレオノール・ドートリッシュ（1541年）
- コンデ公（1620年）

11世紀から、巡礼という行いが発展した。1105年、聖遺物を見守り、巡礼者を歓迎するために、聖職者たちは参事会を編成し自ら運営した。12世紀から、町は堀と印象的な壁に囲まれた。2つの異なる地区が形成された。参事会教会周辺の宗教および病院や役場を含む行政地区、卸売市場周囲の商業地区である。1183年、武装集団が破壊した。数年後、そうした武装集団はブラバンソン（解雇された傭兵集団）で占められた。1214年、ジョン欠地王が自らの軍の統率をとった。13世紀の間、フランス王は町の住民たちに特権を与えた。したがって、行政をつかさどる市民の代表としてコンシュルが毎年8人選出されるようになった。1461年と1470年に出された特許状で、ルイ11世は都市の特権を確認した。1576年、聖レオナールの聖遺物を冒涜しようとしたカルヴァン派新教徒が住民に捕えられた。宗教改革後、多くの修道院ができた。革命は町の名をタルヌ＝ヴィエンヌに置き換えようとしたが、すぐにサン＝レオナール＝ド＝ノブラに変えられた。今日、町は磁器製造で有名である。リムーザンウシ発祥の地としても知られている。
占領下のフランスでレジスタンスに武器を供給するため初めてパラシュート降下が行われたのは、1941年6月13日のサン＝レオナール＝ド＝ノブラである。

## 人口統計
2016年時点のコミューン人口は4627人で、2011年時点の人口より0.13%増加した。
| 1962年 | 1968年 | 1975年 | 1982年 | 1990年 | 1999年 | 2009年 | 2016年 |
| ------ | ------ | ------ | ------ | ------ | ------ | ------ | ------ |
| 5676   | 5709   | 5457   | 5275   | 5024   | 4764   | 4665   | 4627   |

参照元:1962年から1999年までは複数コミューンに住所登録をする者の重複分を除いたもの。それ以降は当該コミューンの人口統計によるもの。1999年までEHESS/Cassini、2006年以降INSEE

## 史跡
- サン＝レオナール参事会教会[9] - 11世紀から12世紀にさかのぼる、聖レオナールに捧げられた教会。リムーザン・ロマネスク芸術の傑作。UNESCO世界遺産に登録されている。
- 鐘楼 - 『リムーザン』と呼ばれる非常に美しい鐘楼。柱頭で装飾されている。八角形の2つの階が、四角形の4つの階の上に載っている。
- 聖レオナールの墓 - 教会内部、南翼廊にあり、囚人の鎖が掲げられている。結婚と出産を望む女性が錠に触れるのが伝統である。

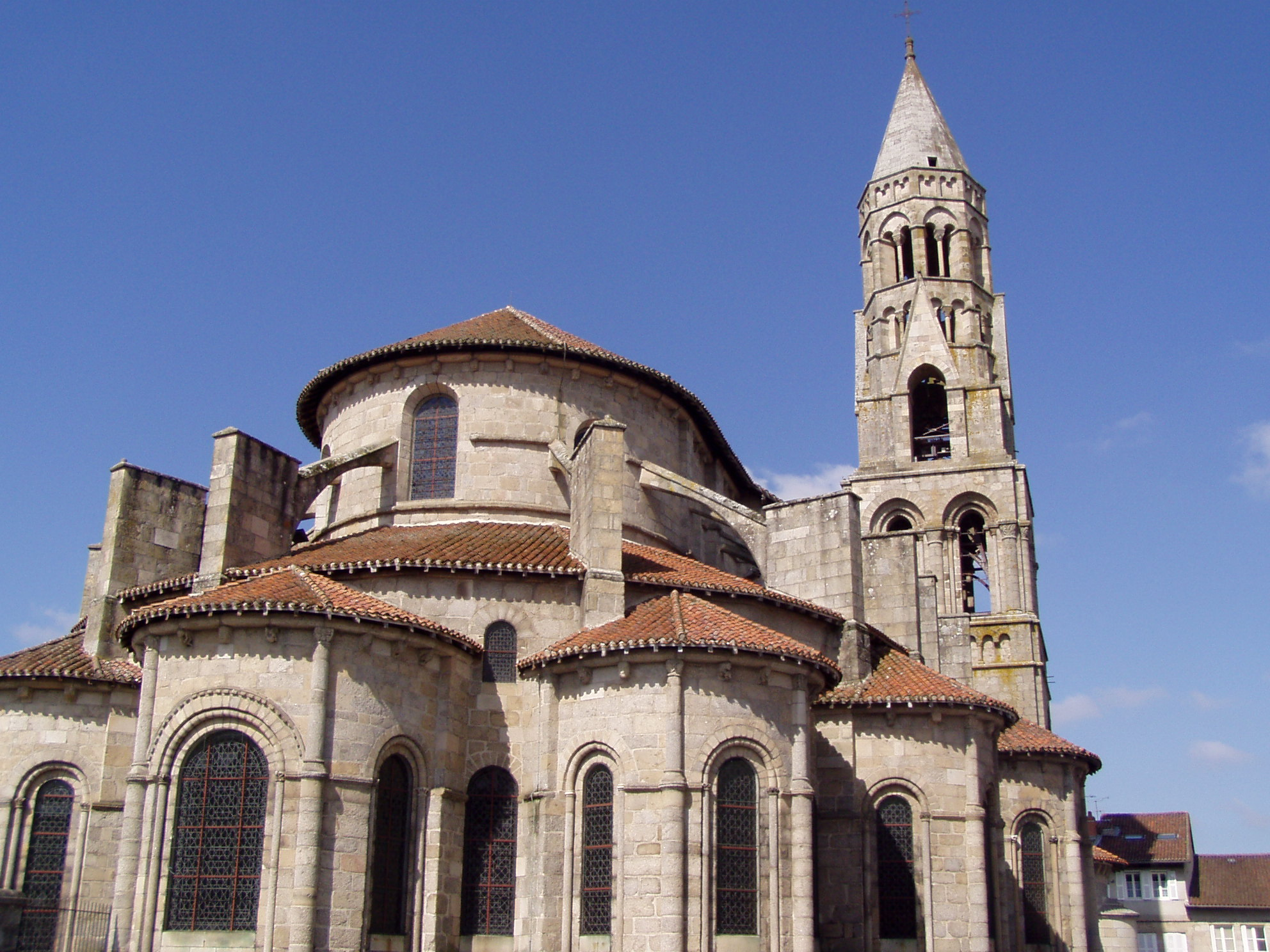
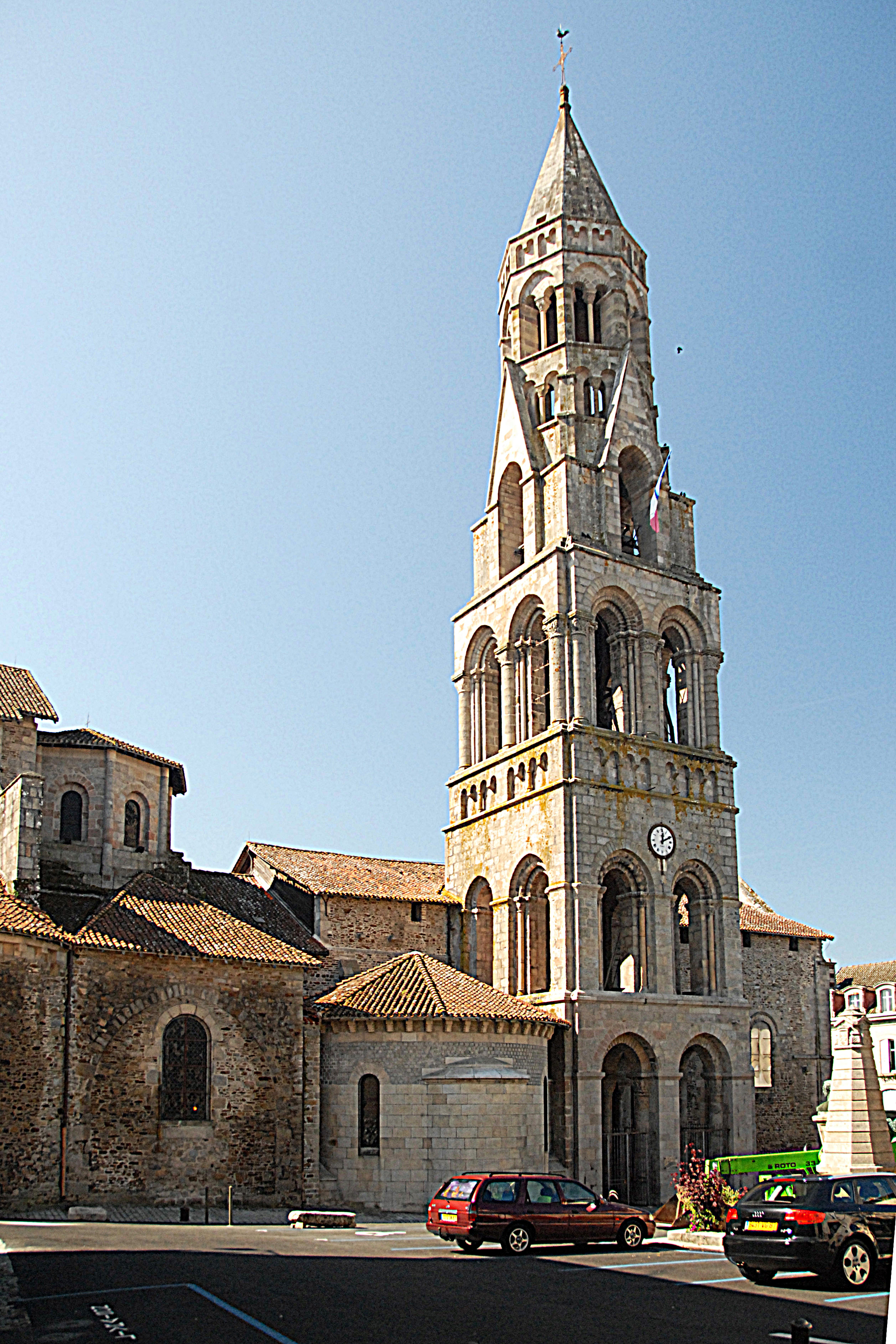
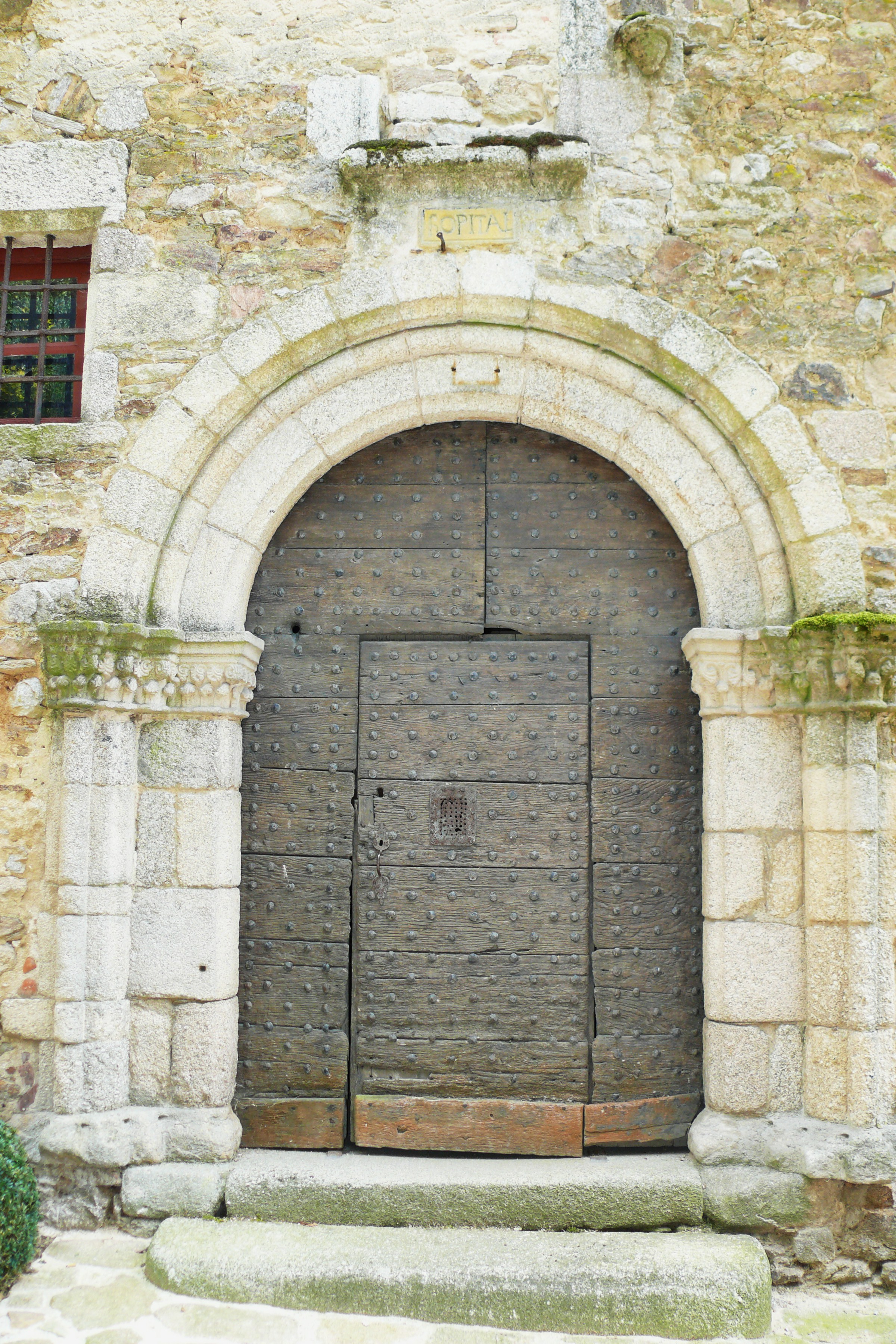
旧病院
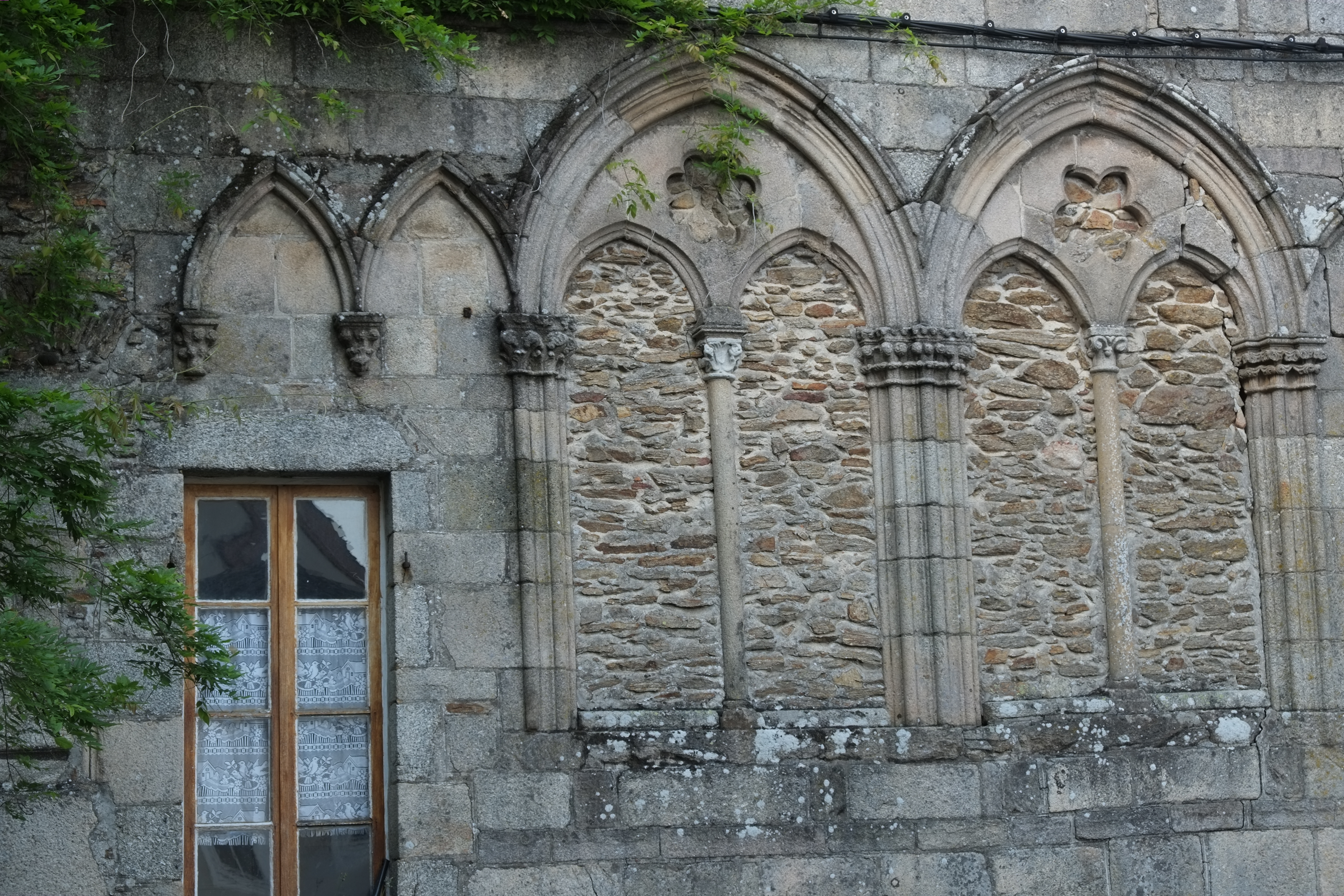
コンシュル邸
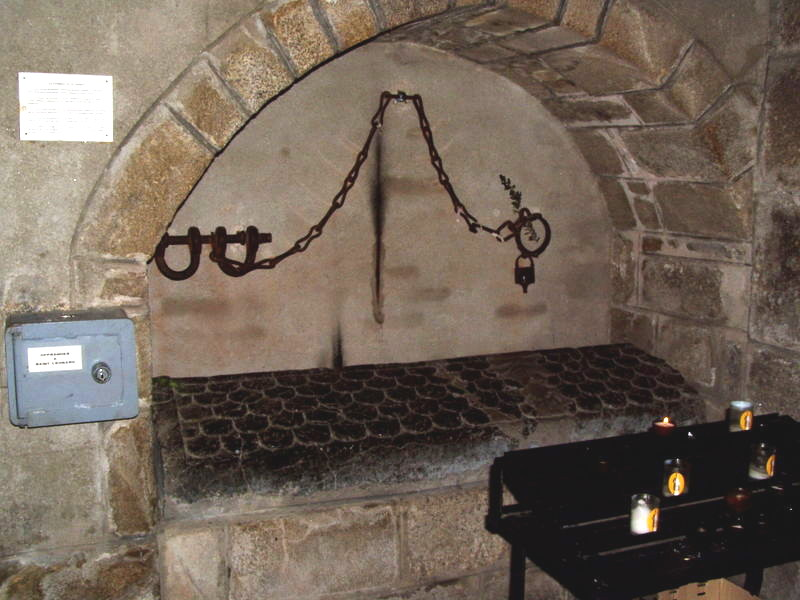

## ゆかりの人物
- ジョセフ・ルイ・ゲイ＝リュサック - 化学者
- ジル・ドゥルーズ - サン＝レオナール＝ド＝ノブラの墓地に埋葬された。
- [[ジャン＝ジョゼフ・サンフールシェ]]

## 姉妹都市
- ドリュゼナイム、フランス
- バレスティ、ルーマニア